# Capel (Kent)
Capel is een civil parish in het bestuurlijke gebied Tunbridge Wells, in het Engelse graafschap Kent met 2467 inwoners.